# Heinrich Scharrer
 (juin 2024).
Si vous disposez d'ouvrages ou d'articles de référence ou si vous connaissez des sites web de qualité traitant du thème abordé ici, merci de compléter l'article en donnant les références utiles à sa vérifiabilité et en les liant à la section « Notes et références ».
Pour les articles homonymes, voir Scharrer.
Heinrich Scharrer, né le 21 juillet 1828 à Magdebourg (Saxe prussienne) et mort le 24 septembre 1906 à Crossen-sur-l'Oder (Prusse), est un botaniste et architecte-paysagiste allemand qui fut nommé directeur de jardin de l'Empire de Russie et occupa le poste de directeur du jardin botanique impérial de Tiflis de 1861 à 1889.

## Carrière
Heinrich Scharrer fit ses études à Göttingen et devint ensuite collaborateur au jardin botanique de l'université de la ville. Plus tard, il rassemble des plantes pour le parc sauvage de Potsdam, puis sert comme intendant du parc du domaine du comte zu Stolberg-Wernigerode. C'est à l'invitation du professeur Koch qu'il devient en 1859 inspecteur de jardin à Tiflis, capitale du gouvernement de Tiflis, appartenant depuis le début du XIXe siècle à l'Empire russe. Il y aménage pour le prince Bariatinski, vice-roi du Caucase, un parc dénommé « parc Alexandre », vaste parc paysager ouvert au public et dessiné selon les modèles européens. Il se trouve entre le boulevard Golovinski (aujourd'hui boulevard Roustavéli) et le fleuve Koura. Il est inauguré en 1863.

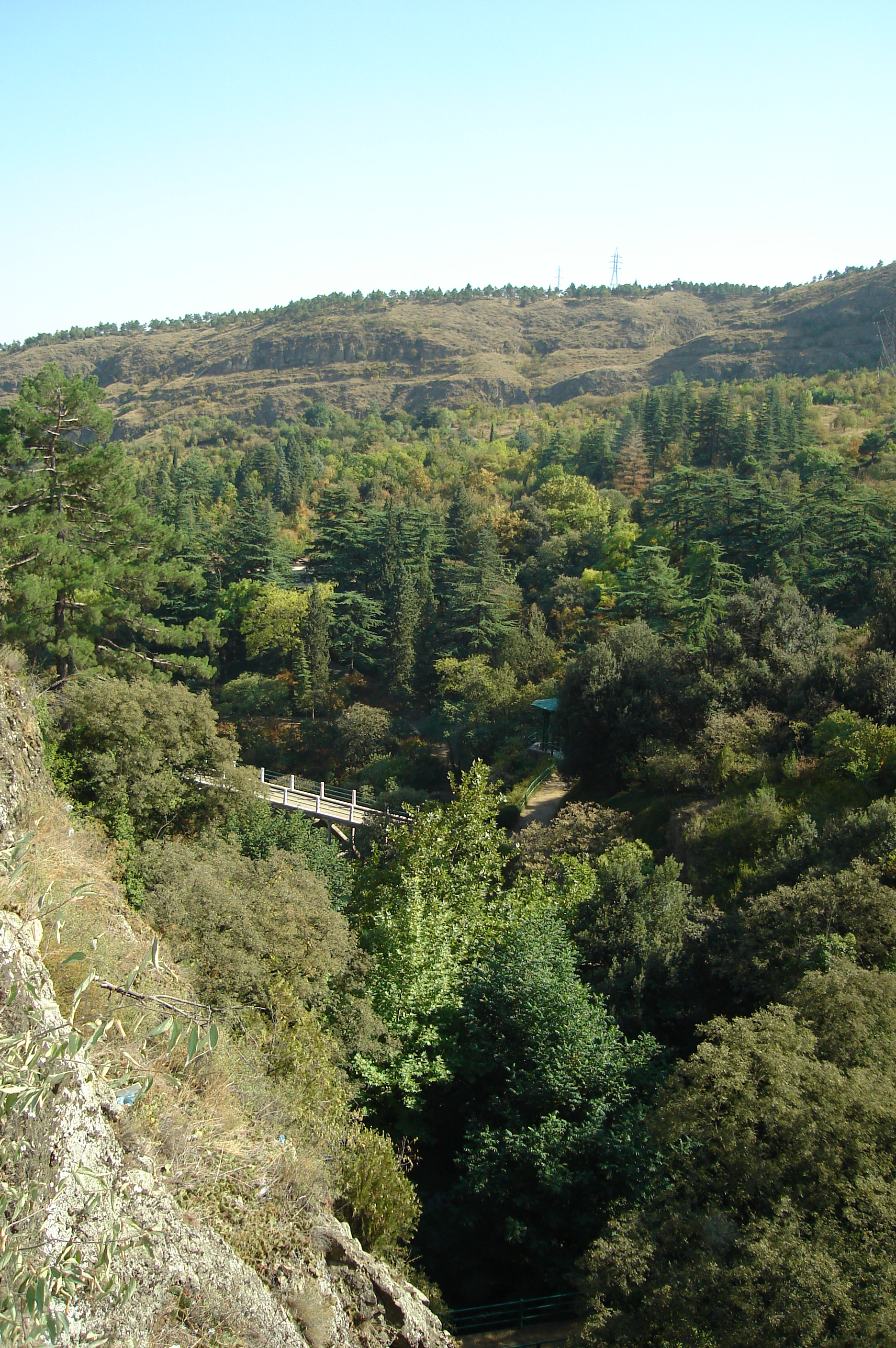
Vue du jardin botanique

Scharrer est nommé ensuite directeur de jardin de l'Empire. Il restaure dans les années 1860 le parc de la résidence du vice-roi et dessine des parcs publics à Borjomi et à Tetritskaro. L'école de jardinage de Koutaïssi traverse une crise à cette époque et Scharrer conçoit un plan de réforme concernant l'enseignement dispensé aux agriculteurs et aux viticulteurs, à la suite de quoi il est admis à la Société d'agriculture du Caucase. Celle-ci lui décerne en 1875 une médaille d'or pour ses travaux.
Heinrich Scharrer est nommé directeur du jardin botanique impérial de Tiflis en 1861. Il le fait agrandir, construit de nouvelles terrasses et des allées et surtout les premières serres qui abritent entre autres des collections de plantes tropicales et subtropicales. Il fait bâtir en 1886 un musée botanique. Il publie aussi le premier catalogue de la collection de plantes et d'arbres du jardin botanique qui répertorie 457 espèces.
Il prend sa retraite en 1889 et retourne en Prusse auprès de sa sœur à Crossen-sur-l'Oder (aujourd'hui en Pologne). Il devient là-bas curateur de l'école locale de viticulture et de culture vivrière et fait partie de l'Union des vignerons de l'Allemagne-Orientale.

## Décorations

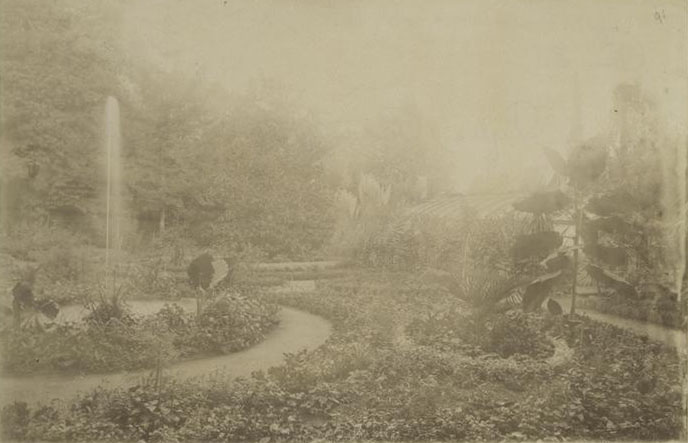
Vue d'une des serres et d'un bassin, dans les années 1870

Le vice-roi du Caucase, le grand-duc Michel, lui décerne en 1889 l'ordre de Saint-Stanislas de troisième classe avec épée et brillants.

## Famille
Scharrer était de confession luthérienne-évangélique. Il épouse en 1861 Auguste Wilhelmine Miser qui lui donne quatre enfants: Jenny, Hélène, Gustav et Werner.